# Mimación

La letra mim en arameo

La mimación (en árabe: تَمْيِيم‎, tamyīm) es el fenómeno de sufijar -m (la letra mim) que aparece en algunas lenguas semíticas.
Esto ocurre en acadio en sustantivos singulares. También estuvo presente en la lengua protosemítica.
Se conserva en las formas plural y dual en hebreo . Corresponde a la letra nun (-n) en árabe clásico y se conserva en singular (nunación), dual y plural.